# 德伯维尔家的苔丝
《德伯维尔家的苔丝》（英語：Tess of the D'Urbervilles，CCTV-8写作“徳伯维尔家的苔丝”）是BBC根据托马斯·哈代1891年同名小说改编的一部4小时电视连续剧。剧本由大卫·尼科尔斯撰写。故事讲述了一位出身卑微的乡村女孩苔丝·德比菲尔德的故事，她的家人发现自己与贵族有血缘关系。
该剧于2008年9月14日至10月5日期间在英国播出，共分为四集，在BBC One频道上播出。在美国，该剧在PBS的“经典巨作”（Masterpiece Classic）节目于2009年1月4日至1月11日分两集播出。在澳大利亚，ABC1频道选择将其作为两集特别节目，于2010年4月11日至4月18日每周日晚8:30播出。
演员阵容有杰玛·阿特登饰演苔丝，漢斯·麥瑟遜饰演亚历克，埃迪·雷德梅尼饰演安吉尔，露丝·琼斯饰演琼，安娜·梅西饰演德伯维尔太太，以及肯尼斯·克兰汉姆（Kenneth Cranham）饰演克莱尔牧师。

## 制作过程

### 剧本创作
大卫·尼科尔斯16岁时首次阅读哈代的著名小说，但在25年后再次接触这个故事时，他表示“这本小说似乎迫切需要新的影视改编”。他形容这部小说为“一部情感充沛的精彩故事，既充满浪漫气息又令人震惊地暴力”。在改编过程中，尼科尔斯特别关注苔丝这一角色，将其塑造为“一个主动、有力量、有主见的年轻工人阶级女性”，而不仅仅是“一个被动的受害者”。他还“非常想强调，这部小说本质上是关于年轻人恋爱的故事”。
项目完成后，尼科尔斯表示自己对结果“非常满意”，希望观众觉得这部剧“忠实地展现了哈代杰作的光影交错”。

### 拍摄过程
尼科尔斯与导演大卫·布莱尔（David Blair）密切合作，确保剧集的视觉风格与他忠实于原著的改编相辅相成。大部分拍摄在格洛斯特郡和威爾特郡进行，使用高品质的35毫米胶片拍摄，而不是数字视频，以呈现更丰富、更浪漫的画面效果。尼科尔斯指出，“任何对哈代作品的改编都必须捕捉到他对自然的优美描写，同时不能忽视这是一个残酷、无情的环境”，并且“制作应是美的，但不是‘漂亮’的；应该关注景观中的人物，而不仅仅是景观本身”。
剧集大量使用了外景拍攝，拍摄地包括英格兰南部的许多地区，其中就有托马斯·哈代的家乡多塞特郡。尼科尔斯回忆称，他认为“苔丝和安吉尔在晨光中告别的场景是英語文學中最感人的场景”，因此能够在正确的季节，在日出时分，于巨石阵现场重现这一幕，“无比激动”。

## 演员与角色

### 主要角色
- 杰玛·阿特登 饰 苔丝·德比菲尔德（Tess Durbeyfield）——苔丝是这个故事天真却充满活力的主人公，是维多利亚时代一个贫穷农村家庭的长女。她敏感、忠诚、善良，总是想要为她所爱的人做到最好。作为一位“美丽而俊俏的女孩”，苔丝很容易吸引仰慕者的注意，但她的生活却因他们的错误行为和误判而毁灭[9]。

阿特登表示：“我被这个角色吸引，因为从本质上来说，这是一个关于爱情和错失良机的基本故事，每个人都能感同身受。这也是一个非常出色的、令人赞叹的故事。”她认为苔丝是“一个直率的乡村女孩，非常漂亮，却对自己的美丽毫无自觉。尽管她的生活被他人侵蚀，她却变得更强大，这正是她令人难以置信的地方。”
- 漢斯·麥瑟遜 饰 亚历克·德伯维尔（Alec D'Urbeville）——亚历克是苔丝“贵族亲戚”德伯维尔家族的长子，自私、操控欲强。在苔丝到德伯维尔家族庄园工作后，她落入了他的掌控。他是“悲剧的始作俑者”，而她很容易被他的魅力和慷慨所迷惑[12]。

麥瑟遜指出：“尽管亚历克的行为极端，但他并非有意为之。因此你需要将他看作一个人类，而不仅仅是一个反派。”他还认为，这个故事是“关于乡村的……关于春天、季节和对爱情的描写”。他感到惊讶的是，这部小说改编的电影版本太少，因为“这部小说本身就很有电影感”。
- 埃迪·雷德梅尼 饰 安吉尔·克莱尔（Angel Clare）——安吉尔是一个聪明且善良的牧师之子。苔丝第一次在五朔節舞会上见到他，但他没有注意到她。他选择从事农业而非教會职业，希望为“人类的荣誉和荣耀”而工作。苔丝在一个农场做挤奶工时再次遇到他，两人深深相爱[15]。

雷德梅尼高度赞扬了这部小说以及苔丝这个角色，承认“哈代在那个年代就敢于创造一个如此坚强的角色，我认为这正是她至今仍具有生命力和相关性的原因。”
- 露丝·琼斯（Ruth Jones）饰 琼·德比菲尔德（Joan Durbeyfield）
- 伊恩·普莱斯顿-戴维斯（Ian Puleston-Davies）饰 约翰·德比菲尔德（John Durbeyfield）
- 朱迪·惠特克 饰 伊兹·赫特（Izz Huett）
- 唐纳德·桑普特 饰 特林厄姆牧师（Parson Tringham）
- 安娜·梅西（Anna Massey）饰 德伯维尔太太（Mrs D'Urbeville）
- 克里斯托弗·费尔班克（Christopher Fairbank）饰 格罗比（Groby）
- 乔·伍德科克（Jo Woodcock）饰 莉莎露·德比菲尔德（Liza-Lu Durbeyfield）

### 次要角色
- 乔尔·罗布伯顿（Joel Rowbottom）饰 亚伯拉罕·德比菲尔德（Abraham Durbeyfield）
- 史蒂文·罗伯逊（Steven Robertson）饰 卡斯伯特·克莱尔（Cuthbert Clare）
- 休·斯金纳（Hugh Skinner）饰 菲利克斯·克莱尔（Felix Clare）
- 劳拉·埃尔芬斯通（Laura Elphinstone）饰 卡·达奇（Car Darch）
- 萨拉·劳埃德·格雷戈里（Sara Lloyd Gregory）饰 南希·达奇（Nancy Darch）
- 克里斯蒂娜·博托姆利（Christine Bottomley）饰 凯特（Kate）
- 艾玛·斯坦斯菲尔德（Emma Stansfield）饰 玛丽（Mary）
- 梅雷利娜·肯德尔（Merelina Kendall）饰 埃文斯小姐（Miss Evans）
- 莎拉·康塞尔（Sarah Counsell）饰 醉酒妇人（Drunken woman）
- 艾莉·达西-奥尔登（Ellie Darcey-Alden）饰 莫德斯蒂（Modesty）
- 朱莉·巴克莱（Julie Barclay）饰 巴克斯特夫人（Mrs Baxter）
- 塞兰·格兰特·大卫（Cellan Geraint David）饰 “婴儿悲伤”（Baby Sorrow）

## 剧集信息
| # | 标题  | 首播日期      | 观众人数 |
| --- | ----- | ------------- | -------- |
| 1 | 第1集 | 2008年9月14日 | 566万    |
| 在一个晴朗的五月下午，美丽而天真的苔丝·德比菲尔德在村庄的舞会上注意到了一位英俊的年轻陌生人，但他对她视而不见。由于家庭经济困难，她被迫向“亲戚”德伯维尔家族寻求帮助。然而，她却落入了操控欲强的“表兄”亚历克的掌控之中，导致了一系列震惊且深远的后果。                                    |       |               |          |
| 2 | 第2集 | 2008年9月21日 | 506万    |
| 被“表兄”亚历克·德伯维尔侵犯后，苔丝满怀困惑与羞耻回到家中。她的婴儿取名为“悲伤”，身体虚弱不堪。后来，苔丝在一家奶牛场找到工作，再次遇到英俊的安吉尔·克莱尔。他能否给予苔丝渴望的爱与救赎？                                                                                               |       |               |          |
| 3 | 第3集 | 2008年9月28日 | 494万    |
| 苔丝答应嫁给安吉尔，令他无比喜悦。安吉尔坦白自己过去的不光彩经历时，苔丝觉得自己终于可以向他坦白与亚历克·德伯维尔的关系及其结果。 |       |               |          |
| 4 | 第4集 | 2008年10月5日 | 561万    |
| 安吉尔去了巴西，留下苔丝独自度过严酷的冬天，辛苦地在一个甘蓝农场劳作。与此同时，她不断受到亚历克的纠缠。苔丝写信给安吉尔，恳求他在一切为时已晚之前回来。不幸的是，安吉尔因危险的热病倒下。当苔丝的妹妹带来关于父亲的坏消息时，一连串的不幸接踵而至。最终，苔丝因谋杀亚历克而被处以绞刑。 |       |               |          |

## 评价
这部剧集的反响褒贬不一，总体上收到温和但并不热烈的评价。大多数评论家对演员的表演，尤其是杰玛·阿特登饰演的苔丝给予了高度评价，但认为剧中的时代细节存在不符合史实的地方。
《衛報》的尤安·弗格森（Euan Ferguson）称第1集和第2集“精彩”，尽管缺少《克兰福德》（Cranford）那种“涌动的、充满活力的幽默感”，但“比许多奥斯汀改编剧集少了一分平淡无奇”。他还称赞阿特登在主演角色中的表现“极其微妙”。
《獨立報》的赫米恩·艾尔（Hermione Eyre）称其为“一部值得赞扬的忠实改编”，赞扬阿特登在剧中的表演，认为她“充满生命力与精神”。艾尔同时指出，這一版本缺乏羅曼·波蘭斯基1979年版本的“力量”。
同样来自《獨立報》的罗伯特·汉克斯（Robert Hanks）认为该剧“视觉效果很漂亮”，甚至“有点过于漂亮”。虽然他觉得杰玛·阿特登“迷人”，但认为表演“总体表现一般”，唯独安娜·梅西（Anna Massey）在饰演德伯维尔夫人时“非常出色”。汉克斯还批评了该剧缺乏现实主义，认为现在的许多古装剧“不愿让观众太过明显地感受到在没有室内热水、自洗衣机和生物洗涤剂的时代，生活是多么肮脏和辛苦”。
在为托马斯·哈代协会撰写的评论中，罗杰·韦伯斯特（Roger Webster）对剧集的许多元素表示赞赏，包括选角、剧本和视觉效果。他在评论文章的结尾写道，“作为文学改编和电视戏剧，它确实有许多值得称道的地方”。
在美国，《洛杉磯時報》的玛丽·麦克纳马拉（Mary McNamara）认为导演布莱尔充分且优美地展现了哈代笔下“苔丝作为大地女神”的形象，赞扬了剧中从自然景观中获得的“震撼人心的视觉美感”。她还认为阿特登是“一位出色的苔丝”，这一点至关重要，因为“这部剧的成败几乎全靠她的表演”。
《綜藝》的布赖恩·洛里（Brian Lowry）同样高度评价阿特登的表演，称她“目光清澈、容貌美丽”，称赞她“生动地表现了苔丝这一被无情社会所困的简单角色的可怜处境”。然而，他对节奏提出批评，认为该剧很快变成了一段“艰难的旅程”。尽管如此，他指出，“结局的力量足以证明所有那些穿越青翠田野的跋涉是值得的”。
《旧金山纪事报》的大卫·维甘德（David Wiegand）评价并不高。他认为导演布莱尔的表现“称职”，但批评了剧集对时代真实性的处理，指出“贫穷的德比菲尔德一家和其他村民看起来太过整洁，而威塞克斯也显得过于漂亮”。不过，他承认杰玛·阿特登“非常出色”，表示该剧“可以作为对哈代永恒魅力的提醒，直到更好的作品出现”。
一些观众虽然喜欢这部剧，但注意到其中使用的赞美诗《How Great Thou Art》属于时代错置。这一问题甚至引发了部分观众向BBC投诉。